# Андреи, Алессандро
Алессандро Андреи (итал. Alessandro Andrei, род. 3 января 1959 года, Флоренция, Италия) — итальянский толкатель ядра, чемпион Олимпийских игр 1984 года в Лос-Анджелесе. В 1987 году трижды улучшил мировой рекорд в этой дисциплине (22,72; 22,84 и 22,91 м).

## Биография

### Личная жизнь
Женат на Аньезе Маффеис, итальянской толкательнице ядра и метательнице диска, четырёхкратной чемпионке Средиземноморских игр.

## Результаты
Лучшие результаты по годам
| Год                    | 1983  | 1984  | 1985  | 1986  | 1987  | 1988  |
| ---------------------- | ----- | ----- | ----- | ----- | ----- | ----- |
| Толкание ядра (м)      | 20,07 | 21,50 | 21,95 | 22,06 | 22,91 | 20,36 |
| Место в мировом списке |       | 14    | 3     | 6     | 1     |       |